# Rok Benkovič
Rok Benkovič (ur. 20 marca 1986 w Lublanie) – słoweński skoczek narciarski, reprezentant klubu SSK Mengeš. Medalista mistrzostw świata juniorów (2002 i 2003), zimowego olimpijskiego festiwalu młodzieży Europy (2003) oraz mistrzostw świata seniorów (2005).
W 2003 uplasował się na czwartej pozycji w końcowej klasyfikacji Letniej Grand Prix w skokach narciarskich na igelicie. W sezonie 2003/2004 zajął 17. miejsce w Pucharze Świata.
W 2005 roku na normalnej skoczni w Oberstdorfie jako pierwszy w historii reprezentant Słowenii został mistrzem świata w skokach narciarskich. Na tej samej skoczni wraz z pozostałymi reprezentantami Słowenii zdobył brązowy medal w konkursie drużynowym. Na skoczni K-120 Benkovič został sklasyfikowany na piątej pozycji.
20 marca 2005 roku oddał najdłuższy w karierze skok, którym było 226,0 metrów uzyskane na Letalnicy.
W listopadzie 2007 zakończył karierę sportową.

## Życie prywatne
Mieszka w Kamniku, mieście w Alpach Kamnickich. Karierę skoczka narciarskiego rozpoczął w 1997 roku, a do reprezentacji Słowenii dołączył w 2001 roku. Po zakończeniu kariery sportowej w 2007 zajmował się fotografią i alpinizmem.

## Przebieg kariery

### 2001/2002

#### Letni Puchar Kontynentalny – 3. miejsce
5 lipca w Velenje, podczas konkursu zaliczanego do klasyfikacji Letniego Pucharu Kontynentalnego 2002 Rok Benkovič zajął piąte miejsce. Przegrał wówczas z czterema innymi reprezentantami Słowenii – Robertem Kranjcem, Primožem Peterką, Damjanem Frasem i Peterem Žontą. Następnego dnia na tej samej skoczni Benkovič uplasował się na jedenastym miejscu. 3 sierpnia na normalnej skoczni w Oberstdorfie Słoweniec zajął 26. pozycję. 24 sierpnia w norweskim Rælingen był siódmy, a dzień później sklasyfikowany został na dwunastej pozycji. W ostatni dzień sierpnia na normalnej skoczni w Falun reprezentant Słowenii zajął trzynastą lokatę. 21 września w Calgary zajął siódme miejsce. Dzień później był drugi tuż za reprezentantem Korei Południowej – Choi Heung-chulem. Tym samym Benkovič po raz pierwszy w sportowej karierze stanął na podium międzynarodowych zawodów w skokach narciarskich. Sześć dni później na Utah Olympic Park ponownie stanął na podium, tym razem na trzecim miejscu za Clintem Jonesem i Simonem Ammannem. W ostatnim konkursie Letniego Pucharu Kontynentalnego 2002, 29 września w Salt Lake City Rok Benkovič był ósmy. W końcowej klasyfikacji LPK Słoweniec zgromadził 362 punkty, dzięki czemu zajął trzecie miejsce, przegrywając tylko ze Stefanem Pieperem i Kaiem Brachtem.

#### Puchar Świata – 77. miejsce
W sezonie 2001/2002 po raz pierwszy w karierze wystartował w międzynarodowych zawodach w skokach narciarskich. 21 grudnia podczas konkursu Pucharu Świata w Predazzo zajął 48. miejsce, wyprzedzając Bjørna Einara Romørena i Yūki Yakusawę. Następnego dnia na tej samej skoczni Słoweniec zdobył pierwsze punkty Pucharu Świata, zajmując 26. pozycję. Były to jedyne występy Benkoviča w Pucharze Świata 2001/2002. W końcowej klasyfikacji rozgrywek zajął 77. miejsce.

#### Puchar Kontynentalny – 77. miejsce
26 grudnia 2001 pierwszy raz wziął udział w zawodach Pucharu Kontynentalnego. Na skoczni w Sankt Moritz uplasował się na 18. miejscu. Dwa dni później w Engelbergu był 27. 12 stycznia na skoczni w Bischofshofen zajął czternaste miejsce, a dzień później był 33. 9 lutego we włoskim Gallio Słoweniec zajął najwyższe w sezonie miejsce, był szósty tuż za Jörgiem Ritzerfeldem, Mortenem Solemem, Frankiem Löfflerem, Bjørnem Einarem Romørenem i Bernhardem Metzlerem. Dzień później Rok Benkovič został sklasyfikowany na 21. miejscu. 16 lutego na dużej skoczni w Planicy Benkovič był siódmy. W ostatnich dwóch występach w sezonie 2001/2002, 2 i 3 marca w Schönwaldzie reprezentant Słowenii zajął 27. i 33. miejsce. W klasyfikacji generalnej Pucharu Kontynentalnego 2001/2002 Benkovič został sklasyfikowany na 77. miejscu, zdobywając 130 punktów.

### 2002/2003

#### Letni Puchar Kontynentalny – 26. miejsce
W Letnim Pucharze Kontynentalnym 2003 wystartował tylko w jednym z dziesięciu konkursów. 4 lipca na skoczni w Velenje uplasował się na drugiej pozycji, przegrywając tylko z Jure Radeljem. Dzięki temu zdobył 80 punktów do klasyfikacji LPK i zajął 26. miejsce w końcowej tabeli.

#### Letnia Grand Prix – 4. miejsce
W 2003 zadebiutował w Letnim Grand Prix w skokach narciarskich na igelicie. 9 sierpnia w drużynowym konkursie na skoczni w Hinterzarten, wraz z Damjanem Frasem, Robertem Kranjcem i Primožem Peterką zajął trzecie miejsce. Dzień później w konkursie indywidualnym Benkovič uplasował się na jedenastej pozycji, tym samym zdobywając pierwsze w karierze punkty do klasyfikacji Grand Prix. 14 sierpnia we francuskim kurorcie narciarskim, Courchevel zajął dziesiąte miejsce. 29 sierpnia na skoczni w Predazzo sklasyfikowany został na piątej pozycji. Dwa dni później na Bergisel w Innsbrucku zajął najwyższą w karierze pozycję w konkursie LGP. Był drugi, przegrywając jedynie z Maximilianem Mechlerem. Był to ostatni start Słoweńca w tej edycji Letniego Grand Prix. Łącznie zebrał 175 punktów, dzięki czemu uplasował się na czwartym miejscu, przegrywając z Thomasem Morgensternem, Akseli Kokkonenem i Martinem Höllwarthem.

#### Puchar Świata – 41. miejsce
Zimowy sezon 2002/2003 rozpoczął od szesnastego miejsca w konkursie Pucharu Świata na skoczni Rukatunturi w Ruce 30 listopada. Tydzień później w konkursach w Trondheim (7 grudnia i 8 grudnia) Słoweniec uplasował się na 41. i 42. miejscu. 14 grudnia i 15 grudnia w Titisee-Neustadt był 43. i 46., a 21 grudnia i 22 grudnia w Engelbergu dwukrotnie zajął 47. pozycję. 6 stycznia w Bischofshofen podczas ostatniego konkursu Turnieju Czterech Skoczni Rok Benkovič zajął czterdzieste miejsce. 9 marca na Holmenkollbakken w Oslo zajął najwyższe w karierze miejsce w indywidualnym konkursie zaliczanym do klasyfikacji Pucharu Świata. Uplasował się na ósmej pozycji. Pięć dni później w Lahti był 38. W ostatnim z konkursów Turnieju Nordyckiego 2003, 15 marca w Lahti został sklasyfikowany na 20. miejscu. W dwóch konkursach kończących sezon, 22 marca i 23 marca na Letalnicy w Planicy uplasował się na szesnastym i 21. miejscu. W łącznej klasyfikacji Pucharu Świata 2002/2003 reprezentant Słowenii sklasyfikowany został na 41. miejscu, zdobywając 83 punkty.

### 2003/2004

#### Letnia Grand Prix – 19. miejsce
W pierwszych zawodach sezonu 2004 w Hinterzarten Rok Benkovič zajął dziesiąte miejsce. W następnym konkursie, w Courchevel ulokował się na trzeciej pozycji tuż za Adamem Małyszem i Martinem Höllwarthem. W kolejnych zawodach turnieju, 4 września w Zakopanem na Wielkiej Krokwi zajął 23. miejsce i zdobył osiem punktów do klasyfikacji. 8 września w Predazzo sklasyfikowany został na ostatnim, 50. miejscu. W następnym konkursie, 12 września na skoczni w Innsbrucku był 29. W zawodach na dużej skoczni w Hakubie był 25. i 38. W tabeli końcowej Letniego Grand Prix na igelicie 2004 zdobył 102 punktów, dzięki czemu zajął 19. miejsce. Do zwycięzcy tego cyklu imprezy, Adama Małysza stracił 418 punktów.

#### Puchar Świata – 17. miejsce
W zawodach inaugurujących sezon 2003/2004 w Pucharze Świata w skokach narciarskich, 28 listopada na skoczni Rukatunturi w Ruce zajął szesnaste miejsce. Tym samym zdobył 15 punktów do klasyfikacji PŚ. Nie udało mu się to dzień później na tej samej skoczni, gdyż zajął 36. miejsce. 6 grudnia na Granåsen w Trondheim Słoweniec był 13. 10 stycznia w Libercu w pierwszym konkursie po Turnieju Czterech Skoczni sklasyfikowany został na dziesiątym miejscu. Nazajutrz uplasował się siedem pozycji niżej. 17 stycznia na Wielkiej Krokwi w Zakopanem był piętnasty, a dzień później czternasty. W jedynych w sezonie zawodach rozegranych na skoczni mamuciej, zaliczanych do klasyfikacji Pucharu Świata, 7 lutego w Oberstdorfie zajął 17. pozycję. Tydzień później na dużej skoczni w Willingen zajął 37. lokatę. 28 lutego na skoczni K-120 w Salt Lake City reprezentant słoweńskiej kadry A zajął piąte miejsce, przegrywając tylko z Noriaki Kasai, Simonem Ammannem, Tommy Ingebrigtsenem i Roarem Ljøkelsøyem. W kończących sezon konkursach Turnieju Skandynawskiego Benkovič zajmował miejsca w czołowej piętnastce. Łącznie zdobył 343 punkty Pucharu Świata, dzięki czemu został sklasyfikowany na siedemnastej pozycji w końcowej klasyfikacji.

##### Turniej Czterech Skoczni – 19. miejsce
W pierwszym konkursie Turnieju Czterech Skoczni 2003/2004, 29 grudnia 2003 w Oberstdorfie zajął szóste miejsce, przegrywając z Sigurdem Pettersenem, Thomasem Morgensternem, Martinem Höllwarthem, Michaelem Uhrmannem i Noriaki Kasai. W noworocznym konkursie na skoczni w Garmisch-Partenkirchen Słoweniec został sklasyfikowany na 18. pozycji. 4 stycznia na Bergisel w Innsbrucku Benkovič był 17. W ostatnim konkursie Turnieju w Bischofshofen uplasował się na 31. miejscu. W końcowej klasyfikacji Turnieju Czterech Skoczni zajął 19. miejsce, uzyskując 814,6 punktu i tracąc 252 punkty do zwycięzcy, Sigurda Pettersena.

#### Mistrzostwa świata w lotach narciarskich – 21. miejsce
W indywidualnym konkursie o mistrzostwo świata w lotach narciarskich 2004 na Letalnicy w Planicy, 21 lutego zajął 21. miejsce. Uzyskał odległości: 174,5 m, 193,5 m, 189,5 m i 127 m, dzięki czemu zdobył 609,9 punktu. 22 lutego w konkursie drużynowym, wraz z Robertem Kranjcem, Primožem Peterką i Bine Zupanem zajął szóste miejsce, wyprzedzając cztery reprezentacje narodowe: Rosję, Polskę, Czechy oraz Białoruś. Uzyskał odległości równe 206 oraz 215 metrów, dzięki czemu zajął dwunaste miejsce w nieoficjalnej klasyfikacji indywidualnej tego konkursu.

### 2004/2005

#### Letnia Grand Prix – 24. miejsce
W pierwszym indywidualnym konkursie LGP 2005, 7 sierpnia w Hinterzarten zajął ostatnie, 50. miejsce. Sześć dni później w Einsiedeln Słoweniec uplasował się na 14. pozycji. 14 sierpnia we francuskim kurorcie, Courchevel Benkovič był siódmy, tym samym zajmując najlepsze miejsce w tym cyklu Letniego Grand Prix. 27 sierpnia na Wielkiej Krokwi w Zakopanem reprezentant Słowenii był 31. Cztery dni później we włoskim Predazzo zajął 15. miejsce. 3 września w Bischofshofen był 45. W dwóch ostatnich konkursach LGP 2005, 10 i 11 września na dużej skoczni w Hakubie sklasyfikowany został na 27. i 24. miejscu. Łącznie zdobył 81 punktów, dzięki czemu zajął 24. miejsce w końcowej klasyfikacji Letniego Grand Prix.

#### Puchar Świata – 19. miejsce
Sezon 2004/2005 w Pucharze Świata zainaugurował 27 listopada 2004 na skoczni Rukatunturi w Ruce. Zajął wówczas 16. pozycję, co dało mu piętnaście punktów do klasyfikacji generalnej. Dzień później w konkursie na tej samej skoczni uplasował się na 22. miejscu. 4 grudnia na Granasen w Trondheim Benkovič był 24., a 5 grudnia na tej samej skoczni 22. 11 grudnia na dużej skoczni w Harrachovie został sklasyfikowany na 35. miejscu, a dzień później był 43. 9 stycznia 2005 roku w Willingen zajął 29. miejsce. 22 stycznia w Titisee-Neustadt reprezentant Słowenii uplasował się na 47. pozycji, a nazajutrz na tej samej skoczni był dwunasty. 29 i 30 stycznia podczas konkursów Pucharu Świata na Wielkiej Krokwi w Zakopanem Benkovič był 23. i 45. 11 lutego na skoczni we włoskim Pragelato Słoweniec zajął pierwsze w sezonie miejsce w czołowej dziesiątce zawodów Pucharu Świata. Był ósmy, przegrywając z Mattim Hautamäkim, Michaelem Uhrmannem, Thomasem Morgensternem, Martinem Höllwarthem, Stephanem Hocke, Jakubem Jandą i Kamilem Stochem. W ostatnich konkursach sezonu 2004/2005, 19 i 20 marca na słoweńskiej Letalnicy dwukrotnie zajął miejsca w czołowej dziesiątce konkursów. W pierwszym z nich był siódmy, a w drugim piąty. Sezon zakończył na 19. miejscu w klasyfikacji Pucharu Świata z dorobkiem 335 punktów.

##### Turniej Czterech Skoczni – 34. miejsce
W Turnieju Czterech Skoczni w sezonie 2004/2005 zajął 34. miejsce. W pierwszym z konkursów, 29 grudnia na Schattenbergschanze zajął ostatnie, 50. miejsce. Nie wystąpił dwa dni później w konkursie na skoczni w Garmisch-Partenkirchen, gdyż nie przeszedł kwalifikacji. 3 stycznia na Bergisel zajął 21. pozycję. Podczas ostatniego z konkursów, na skoczni w Bischofshofen był osiemnasty. Łącznie w Turnieju Czterech Skoczni Słoweniec zdobył 469,8 punktów.

##### Turniej Nordycki – 7. miejsce
W sezonie 2004/2005 zajął siódmą lokatę w Turnieju Nordyckim. W pierwszym konkursie, 6 marca w Lahti uplasował się na piętnastym miejscu. Trzy dni później w Kuopio był ósmy. 11 marca w Lillehammer zajął 9. pozycję. W ostatnim konkursie, na skoczni Holmenkollbakken w Oslo zajął najwyższe w sezonie miejsce w Pucharze Świata. Był czwarty, przegrywając z Mattim Hautamäkim, Bjørnem Einarem Romørenem i Michaelem Uhrmannem. Łącznie w Turnieju Skandynawskim reprezentant Słowenii zdobył 1002,1 punktu.

#### Mistrzostwa świata – 1. i 5. miejsce
19 lutego w konkursie o mistrzostwo świata na normalnej skoczni w Oberstdorfie jako pierwszy Słoweniec w historii zdobył złoty medal. Drugiego zawodnika, Jakuba Jandę wyprzedził o 7,5 punktu. Dzień później w konkursie drużynowym na tej samej skoczni, wraz z Jure Bogatajem, Primožem Peterką i Jernejem Damjanem zdobył brązowy medal, przegrywając tylko z reprezentacjami Austrii i Niemiec. 25 lutego w indywidualnym konkursie na skoczni HS 137 Benkovič został sklasyfikowany na piątej pozycji za Janne Ahonenem, Roarem Ljøkelsøyem, Jakubem Jandą i Larsem Bystølem. Nazajutrz w konkursie drużynowym uplasował się na czwartym miejscu, przegrywając z reprezentacjami: Austrii, Finlandii i Norwegii.

### 2005/2006

#### Letnia Grand Prix – 45. miejsce
W pierwszym konkursie LGP 2006 na skoczni w Hinterzarten uplasował się na 28. miejscu. W następnych zmaganiach, 8 sierpnia na skoczni Trampolino Dal Ben w Predazzo zajął jedenastą lokatę. W zawodach w Einsiedeln, 12 sierpnia zajął 25. miejsce, ex aequo z Georgiem Späthem. Na Wielkiej Krokwi w Zakopanem, 26 sierpnia zanotował 29. miejsce. 2 września na obiekcie w Kranju sklasyfikowany został na 19. pozycji. Był to ostatni występ Słoweńca w tym cyklu Letniego Grand Prix. Zdobył łącznie 47 punktów, dzięki czemu zajął 45. miejsce w końcowej klasyfikacji LGP 2006.

#### Puchar Świata – 27. miejsce
Pierwszy konkurs Pucharu Świata w sezonie 2005/2006 miał odbyć się 25 listopada w Ruce, jednak z powodu silnego wiatru zawody były kilkakrotnie przekładane. W efekcie 26 listopada odbyły się dwa konkursy. W pierwszym z nich zajął 26. miejsce, a w drugim był 32. 3 grudnia na skoczni w Lillehammer Benkovič był dziewiętnasty. Dzień później na tej samej skoczni uplasował się na szesnastej pozycji. 10 grudnia i 11 grudnia na dużej skoczni w Harrachovie Słoweniec dwukrotnie zajął 21. lokatę. Tydzień później w zawodach na skoczni Gross-Titlis w Engelbergu Rok Benkovič uplasował się na najlepszym w sezonie, ósmym miejscu. 28 stycznia na Wielkiej Krokwi w Zakopanem skoczek zajął 46. miejsce. Na następny dzień w konkursie na tej samej skoczni był 45. Do końca sezonu startował tylko w trzech konkursach, które zaliczane były do Turnieju Nordyckiego. W końcowej klasyfikacji Pucharu Świata w sezonie 2005/2006 Rok Benkovič zajął 27. miejsce, zdobywając łącznie 245 punktów.

##### Turniej Czterech Skoczni – 12. miejsce
W Turnieju Czterech Skoczni w sezonie 2005/2006 zajął dwunaste miejsce. W pierwszym z konkursów, 29 grudnia na Schattenbergschanze zajął siedemnaste miejsce. 1 stycznia 2005 na skoczni w Garmisch-Partenkirchen był trzynasty. Dwa dni później na Bergisel Wasiliew zajął dziesiątą pozycję. Podczas ostatniego z konkursów, 6 stycznia na skoczni w Bischofshofen był 13. W całym Turnieju zdobył łącznie 971 punktów, o 110,5 mniej od zwycięzców – Janne Ahonena i Jakuba Jandy.

##### Turniej Nordycki – 60. miejsce
W sezonie 2005/2006 uplasował się na 60. pozycji w Turnieju Skandynawskim. 5 marca na skoczni Salpausselkä w Lahti był 48. Dwa dni później na Puijo w Kuopio zajął 41. miejsce. Ze startów w pozostałych konkursach zrezygnował. W całym Turnieju Skandynawskim Słoweniec zdobył 166 punktów.

#### Igrzyska olimpijskie – 49. i 29. miejsce
12 lutego 2006 roku podczas konkursu o mistrzostwo olimpijskie na normalnej skoczni w Pragelato Benkovič zajął przedostatnie, 49. miejsce, wyprzedzając tylko reprezentanta Estonii – Jaana Jürisa. Słoweniec oddał skok na odległość 87,5 metra Sześć dni później, podczas konkursu o mistrzostwo olimpijskie na skoczni K-125 reprezentant Słowenii zajął 29. miejsce po skokach na 118 i 113 metrów. Po pierwszej serii skoków zajmował 22. miejsce, ex aequo z Denisem Korniłowem. 20 lutego wraz z Robertem Kranjcem, Primožem Peterką i Jernejem Damjanem zajął dziesiąte miejsce w drużynowym konkursie olimpijskim.

#### Mistrzostwa świata w lotach narciarskich – 27. miejsce
14 stycznia 2006 po raz drugi w karierze wystartował w mistrzostwach świata w lotach narciarskich. Na skoczni Kulm w Tauplitz zajął 27. miejsce. Oddał skoki na odległości równe: 171, 163,5, 171,5 i 169,5 metra, co dało mu łącznie 605,1 punktu.

### 2006/2007

#### Letnia Grand Prix – 45. miejsce
W pierwszym konkursie LGP 2006, 6 sierpnia na skoczni w Hinterzarten uplasował się na 28. miejscu. W następnych zmaganiach, 8 sierpnia na skoczni Trampolino Dal Ben w Predazzo zajął jedenastą lokatę. 12 sierpnia w Einsiedeln był 25. Na Wielkiej Krokwi w Zakopanem, 26 sierpnia zanotował 29. miejsce. 2 września na dużej skoczni w Kranju był dziewiętnasty. W klasyfikacji generalnej Letniego Grand Prix zajął 45. miejsce, zdobywając 47 punktów.

#### Puchar Świata – 63. miejsce
Sezon 2006/2007 rozpoczął od 56. pozycji na skoczni w Ruce 24 listopada. 2 grudnia w Lillehammer Benkovič uplasował się na 37. pozycji. Następnego dnia na tej samej skoczni był 43. 16 grudnia w Engelbergu Słoweniec zajął osiemnaste miejsce, tym samym zdobywając pierwsze punkty PŚ w sezonie. Dzień później na tej samej skoczni skoczek ze Słowenii został sklasyfikowany na 23. pozycji. 20 stycznia podczas konkursu na Wielkiej Krokwi w Zakopanem zajął 40. miejsce. W trakcie Turnieju Nordyckiego zajmował miejsca w czwartej i piątej dziesiątce zawodów. Łącznie w sezonie 2006/2007 Benkovič zdobył 21 punktów do klasyfikacji Pucharu Świata. Dało to 63. miejsce w końcowej klasyfikacji, ex aequo ze Szwedem – Andreasem Arénem.

##### Turniej Czterech Skoczni – 51. miejsce
W sezonie 2006/2007 zajął 51. miejsce w Turnieju Czterech Skoczni. 30 grudnia 2006 podczas pierwszego z turniejowych konkursów na Schattenbergschanze w Oberstdorfie Słoweniec zajął 31. miejsce. 1 stycznia 2007 podczas konkursu na skoczni w Garmisch-Partenkirchen Benkovič był 41. Ze startów w pozostałych konkursach zaliczanych do Turnieju Czterech Skoczni zrezygnował.

##### Turniej Nordycki – 49. miejsce
W sezonie 2006/2007 zajął 49. miejsce w Turnieju Nordyckim. 11 marca podczas konkursu w Lahti zajął 35. miejsce. Dwa dni później na Puijo w Kuopio był 47. 17 marca na Holmenkollbakken w Oslo został sklasyfikowany na 54. pozycji, a w ostatnim konkursie rozegranym na tej samej skoczni zajął 59. miejsce. W klasyfikacji generalnej Turnieju Nordyckiego Słoweniec zgromadził 263,2 punktu.

#### Mistrzostwa świata – 27. miejsce
Podczas mistrzostw świata w skokach narciarskich w Sapporo wystartował tylko w jednym z konkursów. 3 marca na normalnej skoczni, po skokach na 89,5 i 87 metrów, co dało łączną notę równą 214 punktów, obrońca tytułu z Oberstdorfu z 2005 roku zajął 27. miejsce.

## Igrzyska olimpijskie

### Indywidualnie
| 2006 Turyn/Pragelato | – | 49. miejsce (K-95), 29. miejsce (K-125) |

### Drużynowo
| 2006 Turyn/Pragelato | – | 10. miejsce |

### Starty R. Benkoviča na igrzyskach olimpijskich – szczegółowo
| Miejsce | Dzień     | Rok  | Miejscowość | Skocznia           | Punkt K | HS     | Konkurs  | Skok 1  | Skok 2  | Nota      | Strata    | Zwycięzca          |
| ------- | --------- | ---- | ----------- | ------------------ | ------- | ------ | -------- | ------- | ------- | --------- | --------- | ------------------ |
| 49.     | 12 lutego | 2006 | Pragelato   | Trampolino a Monte | K-95    | HS-106 | indywid. | 87,5 m  | –       | 91,5 pkt  | 175,0 pkt | Lars Bystøl        |
| 29.     | 18 lutego | 2006 | Pragelato   | Trampolino a Monte | K-125   | HS-140 | indywid. | 118,0 m | 113,0 m | 190,3 pkt | 86,6 pkt  | Thomas Morgenstern |
| 10.     | 20 lutego | 2006 | Pragelato   | Trampolino a Monte | K-125   | HS-140 | druż.    | 116,0 m | –       | 390,4 pkt | 593,6 pkt | Austria            |

## Mistrzostwa świata

### Indywidualnie
| 2003 Val di Fiemme/Predazzo | – | 23. miejsce (K-120), 31. miejsce (K-95) |
| 2005 Oberstdorf             | – | złoty medal (K-90), 5. miejsce (K-120)  |
| 2007 Sapporo                | – | 27. miejsce (K-90)                      |

### Drużynowo
| 2003 Val di Fiemme/Predazzo | – | 6. miejsce                               |
| 2005 Oberstdorf             | – | brązowy medal (K-90), 4. miejsce (K-120) |

### Starty R. Benkoviča na mistrzostwach świata – szczegółowo
| Miejsce | Dzień     | Rok  | Miejscowość | Skocznia            | Punkt K | HS     | Konkurs  | Skok 1  | Skok 2  | Nota       | Strata    | Zwycięzca    |
| ------- | --------- | ---- | ----------- | ------------------- | ------- | ------ | -------- | ------- | ------- | ---------- | --------- | ------------ |
| 23.     | 22 lutego | 2003 | Predazzo    | Trampolino Dal Ben  | K-120   | –      | indywid. | 115,0 m | 120,5 m | 221,4 pkt  | 67,6 pkt  | Adam Małysz  |
| 6.      | 23 lutego | 2003 | Predazzo    | Trampolino Dal Ben  | K-120   | –      | druż.    | 123,0 m | 121,0 m | 954,5 pkt  | 92,1 pkt  | Finlandia    |
| 31.     | 28 lutego | 2003 | Predazzo    | Trampolino Dal Ben  | K-95    | –      | indywid. | 88,5 m  | –       | 101,0 pkt  | 168,0 pkt | Adam Małysz  |
| 1.      | 19 lutego | 2005 | Oberstdorf  | Schattenbergschanze | K-90    | HS-100 | indywid. | 101,0 m | 91,0 m  | 256,0 pkt  | –         | –            |
| 3.      | 20 lutego | 2005 | Oberstdorf  | Schattenbergschanze | K-90    | HS-100 | druż.    | 97,0 m  | 94,5 m  | 929,5 pkt  | 41,0 pkt  | Austria      |
| 5.      | 25 lutego | 2005 | Oberstdorf  | Schattenbergschanze | K-120   | HS-137 | indywid. | 137,5 m | 140,0 m | 300,0 pkt  | 13,2 pkt  | Janne Ahonen |
| 4.      | 26 lutego | 2005 | Oberstdorf  | Schattenbergschanze | K-120   | HS-137 | druż.    | 139,5 m | 138,5 m | 1004,6 pkt | 132,7 pkt | Austria      |
| 27.     | 3 marca   | 2007 | Sapporo     | Miyanomori          | K-90    | HS-100 | indywid. | 89,5 m  | 87,0 m  | 214,0 pkt  | 63,0 pkt  | Adam Małysz  |

## Mistrzostwa świata w lotach

### Indywidualnie
| 2004 Planica         | – | 21. miejsce |
| 2006 Bad Mitterndorf | – | 27. miejsce |

### Drużynowo
| 2004 Planica         | – | 6. miejsce |
| 2006 Bad Mitterndorf | – | 5. miejsce |

### Starty R. Benkoviča na mistrzostwach świata w lotach – szczegółowo
| Miejsce | Dzień          | Rok  | Miejscowość     | Skocznia  | Punkt K | HS     | Konkurs  | Skok 1  | Skok 2  | Skok 3  | Skok 4  | Nota       | Strata    | Zwycięzca      |
| ------- | -------------- | ---- | --------------- | --------- | ------- | ------ | -------- | ------- | ------- | ------- | ------- | ---------- | --------- | -------------- |
| 21.     | 20-21 lutego   | 2004 | Planica         | Letalnica | K-185   | –      | indywid. | 174,5 m | 193,5 m | 189,5 m | 127,0 m | 609,9 pkt  | 222,2 pkt | Roar Ljøkelsøy |
| 6.      | 22 lutego      | 2004 | Planica         | Letalnica | K-185   | –      | druż.    | 206,0 m | 206,0 m | 215,0 m | 215,0 m | 1503,4     | 208,4 pkt | Norwegia       |
| 27.     | 13-14 stycznia | 2006 | Bad Mitterndorf | Kulm      | K-185   | HS-203 | indywid. | 171,0 m | 163,5 m | 171,5 m | 169,5 m | 605,1 pkt  | 182,9 pkt | Roar Ljøkelsøy |
| 5.      | 15 stycznia    | 2006 | Bad Mitterndorf | Kulm      | K-185   | HS-203 | druż.    | 161,5 m | 161,5 m | 129,5 m | 129,5 m | 1252,2 pkt | 245,7 pkt | Norwegia       |

## Mistrzostwa świata juniorów

### Indywidualnie
| 2001 Karpacz   | – | 5. miejsce    |
| 2002 Schonach  | – | 24. miejsce   |
| 2003 Sollefteå | – | srebrny medal |

### Drużynowo
| 2001 Karpacz   | – | 4. miejsce    |
| 2002 Schonach  | – | brązowy medal |
| 2003 Sollefteå | – | srebrny medal |

### Starty R. Benkoviča na mistrzostwach świata juniorów – szczegółowo
| Miejsce | Dzień       | Rok  | Miejscowość | Skocznia          | Punkt K | Konkurs  | Skok 1  | Skok 2  | Nota                  | Strata    | Zwycięzca            |
| ------- | ----------- | ---- | ----------- | ----------------- | ------- | -------- | ------- | ------- | --------------------- | --------- | -------------------- |
| 4.      | 1 lutego    | 2001 | Karpacz     | Orlinek           | K-85    | druż.    | 81,0 m  | 83,0 m  | 843,5 pkt (214,5 pkt) | 48,5 pkt  | Finlandia            |
| 5.      | 3 lutego    | 2001 | Karpacz     | Orlinek           | K-85    | indywid. | 85,0 m  | 84,5 m  | 225,0 pkt             | 21,0 pkt  | Veli-Matti Lindström |
| 3.      | 24 stycznia | 2002 | Schonach    | Langenwaldschanze | K-90    | druż.    | 97,5 m  | 95,0 m  | 851,0 pkt (256,0 pkt) | 102,0 pkt | Finlandia            |
| 24.     | 26 stycznia | 2002 | Schonach    | Langenwaldschanze | K-90    | indywid. | 86,5 m  | 79,5 m  | 193,0 pkt             | 62,5 pkt  | Janne Happonen       |
| 2.      | 6 lutego    | 2003 | Sollefteå   | Hallstabacken     | K-107   | druż.    | 117,0 m | 116,0 m | 944,8 pkt (262,1 pkt) | 0,4 pkt   | Austria              |
| 2.      | 8 lutego    | 2003 | Sollefteå   | Hallstabacken     | K-107   | indywid. | 114,5 m | 115,5 m | 258,2 pkt             | 2,8 pkt   | Thomas Morgenstern   |

## Puchar Świata

### Miejsca w klasyfikacji generalnej
| Sezon     | Miejsce |
| --------- | ------- |
| 2001/2002 | 77.     |
| 2002/2003 | 41.     |
| 2003/2004 | 17.     |
| 2004/2005 | 19.     |
| 2005/2006 | 26.     |
| 2006/2007 | 63.     |

### Miejsca w poszczególnych konkursach indywidualnychPucharu Świata
| Źródło | Źródło      | Źródło           | Źródło           | Źródło           | Źródło           | Źródło                 | Źródło     | Źródło                 | Źródło                 | Źródło                 | Źródło        | Źródło        | Źródło           | Źródło           | Źródło           | Źródło           | Źródło    | Źródło          | Źródło          | Źródło    | Źródło      | Źródło  | Źródło  | Źródło      | Źródło  | Źródło  | Źródło  | Źródło | Źródło | Źródło | Źródło | Źródło | Źródło | Źródło | Źródło | Źródło | Źródło | Źródło | Źródło | Źródło | Źródło | Źródło | Źródło | Źródło | Źródło | Źródło | Źródło | Źródło | Źródło |
| --- | ----------- | ---------------- | ---------------- | ---------------- | ---------------- | ---------------------- | ---------- | ---------------------- | ---------------------- | ---------------------- | ------------- | ------------- | ---------------- | ---------------- | ---------------- | ---------------- | --------- | --------------- | --------------- | --------- | ----------- | ------- | ------- | ----------- | ------- | ------- | ------- | ------ | ------ | ------ | ------ | ------ | ------ | ------ | ------ | ------ | ------ | ------ | ------ | ------ | ------ | ------ | ------ | ------ | ------ | ------ | ------ | ------ | ------ |
| Sezon 2001/2002 |             |                  |                  |                  |                  |                        |            |                        |                        |                        |               |               |                  |                  |                  |                  |           |                 |                 |           |             |         |         |             |         |         |         |        |        |        |        |        |        |        |        |        |        |        |        |        |        |        |        |        |        |        |        |        |        |
| Kuopio | Kuopio      | Titisee-Neustadt | Titisee-Neustadt | Villach          | Engelberg        | Engelberg              | Predazzo   | Predazzo               | Oberstdorf             | Garmisch-Partenkirchen | Innsbruck     | Bischofshofen | Willingen        | Zakopane         | Zakopane         | Hakuba           | Sapporo   | Lahti           | Falun           | Trondheim | Oslo        | punkty  | punkty  | punkty      | punkty  | punkty  | punkty  | punkty | punkty | punkty | punkty | punkty | punkty | punkty | punkty | punkty | punkty | punkty | punkty | punkty |        |        |        |        |        |        |        |        |        |
| - | -           | -                | -                | -                | -                | -                      | 48         | 26                     | -                      | -                      | -             | -             | -                | -                | -                | -                | -         | -               | -               | -         | -           | 5       | 5       | 5           | 5       | 5       | 5       | 5      | 5      | 5      | 5      | 5      | 5      | 5      | 5      | 5      | 5      | 5      | 5      | 5      |        |        |        |        |        |        |        |        |        |
| Sezon 2002/2003 |             |                  |                  |                  |                  |                        |            |                        |                        |                        |               |               |                  |                  |                  |                  |           |                 |                 |           |             |         |         |             |         |         |         |        |        |        |        |        |        |        |        |        |        |        |        |        |        |        |        |        |        |        |        |        |        |
| Ruka | Ruka        | Trondheim        | Trondheim        | Titisee-Neustadt | Titisee-Neustadt | Engelberg              | Engelberg  | Oberstdorf             | Garmisch-Partenkirchen | Innsbruck              | Bischofshofen | Liberec       | Zakopane         | Zakopane         | Hakuba           | Sapporo          | Sapporo   | Bad Mitterndorf | Bad Mitterndorf | Willingen | Willingen   | Oslo    | Lahti   | Lahti       | Planica | Planica | punkty  | punkty | punkty | punkty | punkty | punkty | punkty | punkty | punkty | punkty | punkty | punkty | punkty | punkty | punkty | punkty | punkty | punkty | punkty |        |        |        |        |
| q | 16          | 41               | 42               | 43               | 46               | 47                     | 47         | -                      | -                      | q                      | 40            | -             | -                | -                | -                | -                | -         | -               | -               | -         | -           | 8       | 38      | 20          | 16      | 21      | 83      | 83     | 83     | 83     | 83     | 83     | 83     | 83     | 83     | 83     | 83     | 83     | 83     | 83     | 83     | 83     | 83     | 83     | 83     |        |        |        |        |
| Sezon 2003/2004 |             |                  |                  |                  |                  |                        |            |                        |                        |                        |               |               |                  |                  |                  |                  |           |                 |                 |           |             |         |         |             |         |         |         |        |        |        |        |        |        |        |        |        |        |        |        |        |        |        |        |        |        |        |        |        |        |
| Ruka | Ruka        | Trondheim        | Titisee-Neustadt | Engelberg        | Oberstdorf       | Garmisch-Partenkirchen | Innsbruck  | Bischofshofen          | Liberec                | Liberec                | Zakopane      | Zakopane      | Hakuba           | Sapporo          | Sapporo          | Oberstdorf       | Willingen | Park City       | Lahti           | Kuopio    | Lillehammer | Oslo    | punkty  | punkty      | punkty  | punkty  | punkty  | punkty | punkty | punkty | punkty | punkty | punkty | punkty | punkty | punkty | punkty | punkty | punkty | punkty | punkty |        |        |        |        |        |        |        |        |
| 16 | 36          | 13               | q                | -                | 6                | 18                     | 17         | 31                     | 10                     | 17                     | 15            | 14            | -                | -                | -                | 17               | 37        | 5               | 14              | 7         | 8           | 12      | 343     | 343         | 343     | 343     | 343     | 343    | 343    | 343    | 343    | 343    | 343    | 343    | 343    | 343    | 343    | 343    | 343    | 343    | 343    |        |        |        |        |        |        |        |        |
| Sezon 2004/2005 |             |                  |                  |                  |                  |                        |            |                        |                        |                        |               |               |                  |                  |                  |                  |           |                 |                 |           |             |         |         |             |         |         |         |        |        |        |        |        |        |        |        |        |        |        |        |        |        |        |        |        |        |        |        |        |        |
| Ruka | Ruka        | Trondheim        | Trondheim        | Harrachov        | Harrachov        | Engelberg              | Engelberg  | Oberstdorf             | Garmisch-Partenkirchen | Innsbruck              | Bischofshofen | Willingen     | Bad Mitterndorf  | Bad Mitterndorf  | Titisee-Neustadt | Titisee-Neustadt | Zakopane  | Zakopane        | Sapporo         | Sapporo   | Pragelato   | Lahti   | Kuopio  | Lillehammer | Oslo    | Planica | Planica | punkty |        |        |        |        |        |        |        |        |        |        |        |        |        |        |        |        |        |        |        |        |        |
| 16 | 22          | 24               | 22               | 35               | 43               | -                      | -          | 50                     | q                      | 21                     | 18            | 29            | q                | -                | 47               | 12               | 23        | 45              | -               | -         | 8           | 15      | 8       | 9           | 4       | 7       | 5       | 335    |        |        |        |        |        |        |        |        |        |        |        |        |        |        |        |        |        |        |        |        |        |
| Sezon 2005/2006 |             |                  |                  |                  |                  |                        |            |                        |                        |                        |               |               |                  |                  |                  |                  |           |                 |                 |           |             |         |         |             |         |         |         |        |        |        |        |        |        |        |        |        |        |        |        |        |        |        |        |        |        |        |        |        |        |
| Ruka | Ruka        | Lillehammer      | Lillehammer      | Harrachov        | Harrachov        | Engelberg              | Oberstdorf | Garmisch-Partenkirchen | Innsbruck              | Bischofshofen          | Sapporo       | Sapporo       | Zakopane         | Zakopane         | Willingen        | Lahti            | Kuopio    | Lillehammer     | Oslo            | Planica   | Planica     | punkty  | punkty  | punkty      | punkty  | punkty  | punkty  | punkty | punkty | punkty | punkty | punkty | punkty | punkty | punkty | punkty | punkty | punkty | punkty | punkty |        |        |        |        |        |        |        |        |        |
| 32 | 26          | 19               | 16               | 21               | 21               | 8                      | 17         | 13                     | 10                     | 13                     | -             | -             | 46               | 45               | -                | 48               | 41        | -               | -               | q         | -           | 164     | 164     | 164         | 164     | 164     | 164     | 164    | 164    | 164    | 164    | 164    | 164    | 164    | 164    | 164    | 164    | 164    | 164    | 164    |        |        |        |        |        |        |        |        |        |
| Sezon 2006/2007 |             |                  |                  |                  |                  |                        |            |                        |                        |                        |               |               |                  |                  |                  |                  |           |                 |                 |           |             |         |         |             |         |         |         |        |        |        |        |        |        |        |        |        |        |        |        |        |        |        |        |        |        |        |        |        |        |
| Ruka | Lillehammer | Lillehammer      | Engelberg        | Engelberg        | Oberstdorf       | Garmisch-Partenkirchen | Innsbruck  | Bischofshofen          | Vikersund              | Zakopane               | Oberstdorf    | Oberstdorf    | Titisee-Neustadt | Titisee-Neustadt | Klingenthal      | Willingen        | Lahti     | Kuopio          | Oslo            | Oslo      | Planica     | Planica | Planica | punkty      | punkty  | punkty  | punkty  | punkty | punkty | punkty | punkty | punkty | punkty | punkty | punkty | punkty | punkty | punkty | punkty | punkty | punkty | punkty |        |        |        |        |        |        |        |
| 56 | 37          | 43               | 18               | 23               | 31               | 41                     | q          | q                      | -                      | 40                     | q             | q             | -                | -                | -                | -                | 35        | 47              | 54              | 59        | -           | -       | -       | 21          | 21      | 21      | 21      | 21     | 21     | 21     | 21     | 21     | 21     | 21     | 21     | 21     | 21     | 21     | 21     | 21     | 21     | 21     |        |        |        |        |        |        |        |
| Legenda |             |                  |                  |                  |                  |                        |            |                        |                        |                        |               |               |                  |                  |                  |                  |           |                 |                 |           |             |         |         |             |         |         |         |        |        |        |        |        |        |        |        |        |        |        |        |        |        |        |        |        |        |        |        |        |        |
| 1 2 3 4-10 11-30 poniżej 30 dq – dyskwalifikacja q – dyskwalifikacja w kwalifikacjach q – zawodnik nie zakwalifikował się - – zawodnik nie wystartował |             |                  |                  |                  |                  |                        |            |                        |                        |                        |               |               |                  |                  |                  |                  |           |                 |                 |           |             |         |         |             |         |         |         |        |        |        |        |        |        |        |        |        |        |        |        |        |        |        |        |        |        |        |        |        |        |

### Miejsca w poszczególnych konkursach drużynowychPucharu Świata
| Źródło                                           | Źródło          | Źródło          | Źródło          | Źródło          | Źródło          | Źródło          | Źródło          | Źródło          | Źródło       |
| ------------------------------------------------ | --------------- | --------------- | --------------- | --------------- | --------------- | --------------- | --------------- | --------------- | ------------ |
| Sezon 2002/2003                                  | Sezon 2002/2003 | Sezon 2002/2003 | Sezon 2002/2003 | Sezon 2002/2003 | Sezon 2002/2003 | Sezon 2002/2003 | Sezon 2002/2003 | Oslo K115       | Planica K185 |
| Sezon 2002/2003                                  | Sezon 2002/2003 | Sezon 2002/2003 | Sezon 2002/2003 | Sezon 2002/2003 | Sezon 2002/2003 | Sezon 2002/2003 | Sezon 2002/2003 | 5               | 5            |
| Sezon 2003/2004                                  | Sezon 2003/2004 | Sezon 2003/2004 | Sezon 2003/2004 | Sezon 2003/2004 | Sezon 2003/2004 | Sezon 2003/2004 | Sezon 2003/2004 | Willingen K130  | Lahti K116   |
| Sezon 2003/2004                                  | Sezon 2003/2004 | Sezon 2003/2004 | Sezon 2003/2004 | Sezon 2003/2004 | Sezon 2003/2004 | Sezon 2003/2004 | Sezon 2003/2004 | 5               | 6            |
| Sezon 2004/2005                                  | Sezon 2004/2005 | Sezon 2004/2005 | Sezon 2004/2005 | Sezon 2004/2005 | Sezon 2004/2005 | Sezon 2004/2005 | Willingen HS145 | Pragelato HS140 | Lahti HS130  |
| Sezon 2004/2005                                  | Sezon 2004/2005 | Sezon 2004/2005 | Sezon 2004/2005 | Sezon 2004/2005 | Sezon 2004/2005 | Sezon 2004/2005 | 8               | 2               | 5            |
| Sezon 2005/2006                                  | Sezon 2005/2006 | Sezon 2005/2006 | Sezon 2005/2006 | Sezon 2005/2006 | Sezon 2005/2006 | Sezon 2005/2006 | Sezon 2005/2006 | Willingen HS145 | Lahti HS130  |
| Sezon 2005/2006                                  | Sezon 2005/2006 | Sezon 2005/2006 | Sezon 2005/2006 | Sezon 2005/2006 | Sezon 2005/2006 | Sezon 2005/2006 | Sezon 2005/2006 | -               | 9            |
| Sezon 2006/2007                                  | Sezon 2006/2007 | Sezon 2006/2007 | Sezon 2006/2007 | Sezon 2006/2007 | Sezon 2006/2007 | Sezon 2006/2007 | Sezon 2006/2007 | Willingen HS145 | Lahti HS130  |
| Sezon 2006/2007                                  | Sezon 2006/2007 | Sezon 2006/2007 | Sezon 2006/2007 | Sezon 2006/2007 | Sezon 2006/2007 | Sezon 2006/2007 | Sezon 2006/2007 | -               | 8            |
| Legenda                                          |                 |                 |                 |                 |                 |                 |                 |                 |              |
| 1 2 3 4-8 poniżej 8 - – zawodnik nie wystartował |                 |                 |                 |                 |                 |                 |                 |                 |              |

### Turniej Czterech Skoczni

#### Miejsca w klasyfikacji generalnej
| Sezon     | Miejsce |
| --------- | ------- |
| 2002/2003 | 63.     |
| 2003/2004 | 19.     |
| 2004/2005 | 34.     |
| 2005/2006 | 12.     |
| 2006/2007 | 51.     |

### Turniej Nordycki

#### Miejsca w klasyfikacji generalnej
| Sezon | Miejsce |
| ----- | ------- |
| 2003  | 26.     |
| 2004  | 8.      |
| 2005  | 7.      |
| 2006  | 60.     |
| 2007  | 49.     |

## Letnie Grand Prix

### Miejsca w klasyfikacji generalnej
| Sezon | Miejsce |
| ----- | ------- |
| 2003  | 4.      |
| 2004  | 19.     |
| 2005  | 24.     |
| 2006  | 45.     |

### Miejsca na podium w konkursach indywidualnych LGP chronologicznie
| Lp. | Dzień       | Rok  | Miejscowość | Skocznia         | Punkt K | Skok 1  | Skok 2  | Nota      | Lok. | Strata   | Zwycięzca          |
| --- | ----------- | ---- | ----------- | ---------------- | ------- | ------- | ------- | --------- | ---- | -------- | ------------------ |
| 1.  | 31 sierpnia | 2003 | Innsbruck   | Bergisel         | K-120   | 132,0 m | 131,0 m | 268,4 pkt | 2.   | 4,3 pkt  | Maximilian Mechler |
| 2.  | 7 sierpnia  | 2004 | Courchevel  | Tremplin du Praz | K-120   | 121,5 m | 125,5 m | 245,1 pkt | 3.   | 12,6 pkt | Adam Małysz        |

### Miejsca w poszczególnych konkursach indywidualnychLGP
| Źródło | Źródło       | Źródło     | Źródło     | Źródło    | Źródło        | Źródło | Źródło | Źródło      | Źródło  | Źródło | Źródło | Źródło | Źródło | Źródło | Źródło | Źródło | Źródło | Źródło | Źródło | Źródło | Źródło | Źródło | Źródło | Źródło | Źródło | Źródło |
| --- | ------------ | ---------- | ---------- | --------- | ------------- | ------ | ------ | ----------- | ------- | ------ | ------ | ------ | ------ | ------ | ------ | ------ | ------ | ------ | ------ | ------ | ------ | ------ | ------ | ------ | ------ | ------ |
| 2002 |              |            |            |           |               |        |        |             |         |        |        |        |        |        |        |        |        |        |        |        |        |        |        |        |        |        |
| Hinterzarten | Hinterzarten | Courchevel | Lahti      | Lahti     | Innsbruck     | punkty | punkty | punkty      | punkty  | punkty | punkty | punkty | punkty | punkty |        |        |        |        |        |        |        |        |        |        |        |        |
| - | -            | -          | -          | -         | q             | 0      | 0      | 0           | 0       | 0      | 0      | 0      | 0      | 0      |        |        |        |        |        |        |        |        |        |        |        |        |
| 2003 |              |            |            |           |               |        |        |             |         |        |        |        |        |        |        |        |        |        |        |        |        |        |        |        |        |        |
| Hinterzarten | Courchevel   | Predazzo   | Innsbruck  | punkty    | punkty        | punkty | punkty | punkty      | punkty  | punkty | punkty | punkty |        |        |        |        |        |        |        |        |        |        |        |        |        |        |
| 11 | 10           | 5          | 2          | 175       | 175           | 175    | 175    | 175         | 175     | 175    | 175    | 175    |        |        |        |        |        |        |        |        |        |        |        |        |        |        |
| 2004 |              |            |            |           |               |        |        |             |         |        |        |        |        |        |        |        |        |        |        |        |        |        |        |        |        |        |
| Hinterzarten | Courchevel   | Zakopane   | Predazzo   | Innsbruck | Hakuba        | Hakuba | punkty | punkty      | punkty  | punkty | punkty | punkty | punkty | punkty | punkty |        |        |        |        |        |        |        |        |        |        |        |
| 10 | 3            | 23         | 50         | 29        | 25            | 38     | 102    | 102         | 102     | 102    | 102    | 102    | 102    | 102    | 102    |        |        |        |        |        |        |        |        |        |        |        |
| 2005 |              |            |            |           |               |        |        |             |         |        |        |        |        |        |        |        |        |        |        |        |        |        |        |        |        |        |
| Hinterzarten | Einsiedeln   | Courchevel | Zakopane   | Predazzo  | Bischofshofen | Hakuba | Hakuba | punkty      | punkty  | punkty | punkty | punkty | punkty | punkty | punkty | punkty |        |        |        |        |        |        |        |        |        |        |
| 50 | 14           | 7          | 31         | 15        | 45            | 27     | 24     | 81          | 81      | 81     | 81     | 81     | 81     | 81     | 81     | 81     |        |        |        |        |        |        |        |        |        |        |
| 2006 |              |            |            |           |               |        |        |             |         |        |        |        |        |        |        |        |        |        |        |        |        |        |        |        |        |        |
| Hinterzarten | Predazzo     | Einsiedeln | Courchevel | Zakopane  | Kranj         | Hakuba | Hakuba | Klingenthal | Oberhof | punkty |        |        |        |        |        |        |        |        |        |        |        |        |        |        |        |        |
| 28 | 11           | 25         | -          | 29        | 19            | -      | -      | q           | -       | 47     |        |        |        |        |        |        |        |        |        |        |        |        |        |        |        |        |
| Legenda |              |            |            |           |               |        |        |             |         |        |        |        |        |        |        |        |        |        |        |        |        |        |        |        |        |        |
| 1 2 3 4-10 11-30 poniżej 30 dq – dyskwalifikacja q – dyskwalifikacja w kwalifikacjach q – zawodnik nie zakwalifikował się - – zawodnik nie wystartował |              |            |            |           |               |        |        |             |         |        |        |        |        |        |        |        |        |        |        |        |        |        |        |        |        |        |

### Turniej Czterech Narodów

#### Miejsca w klasyfikacji generalnej
| Sezon | Miejsce |
| ----- | ------- |
| 2006  | 20.     |

## Puchar Kontynentalny

### Miejsca w klasyfikacji generalnej
| Sezon     | Miejsce |
| --------- | ------- |
| 1999/2000 | 201.    |
| 2000/2001 | 230.    |
| 2001/2002 | 77.     |
| 2002/2003 | 71.     |

### Miejsca w poszczególnych konkursachPucharu Kontynentalnego
| Sezon 1999/2000                                                               |         |         |            |              |           |            |               |           |               |           |           |         |                  |                  |           |              |           |           |          |          |                  |               |               |               |           |            |            |            |            |               |            |           |           |        |         |               |               |              |           |                  |          |           |           |           |        |        |           |           |           |        |        |        |        |        |        |        |        |        |        |        |        |        |        |        |        |        |        |        |        |        |        |        |        |        |        |        |        |        |        |        |        |        |        |        |
| Velenje                                                                       | Velenje | Villach | Villach    | Oberstdorf   | Zakopane  | Zakopane   | Rælingen      | Hakuba    | Hakuba        | Trondheim | Trondheim | Kuopio  | Lahti            | Lahti            | Innsbruck | Engelberg    | Gallio    | Gallio    | Sapporo  | Sapporo  | Sapporo          | Brotterode    | Lauscha       | Braunlage     | Braunlage | Hakuba     | Hakuba     | Courchevel | Courchevel | Berchtesgaden | Saalfelden | Mislinja  | Westby    | Westby | Planica | Planica       | Ishpeming     | Ishpeming    | Schönwald | Titisee-Neustadt | Eisenerz | Eisenerz  | Zaō       | Zaō       | Våler  | Våler  | Harrachov | Harrachov | Rovaniemi | Ruka   | punkty |        |        |        |        |        |        |        |        |        |        |        |        |        |        |        |        |        |        |        |        |        |        |        |        |        |        |        |        |        |        |        |        |        |
| 45                                                                            | 13      | -       | -          | -            | -         | -          | -             | -         | -             | -         | -         | -       | -                | -                | -         | -            | -         | -         | -        | -        | -                | -             | -             | -             | -         | -          | -          | -          | -          | -             | -          | -         | -         | -      | 40      | q             | -             | -            | -         | -                | -        | -         | -         | -         | -      | -      | -         | -         | -         | -      | 20     |        |        |        |        |        |        |        |        |        |        |        |        |        |        |        |        |        |        |        |        |        |        |        |        |        |        |        |        |        |        |        |        |        |
| Sezon 2000/2001                                                               |         |         |            |              |           |            |               |           |               |           |           |         |                  |                  |           |              |           |           |          |          |                  |               |               |               |           |            |            |            |            |               |            |           |           |        |         |               |               |              |           |                  |          |           |           |           |        |        |           |           |           |        |        |        |        |        |        |        |        |        |        |        |        |        |        |        |        |        |        |        |        |        |        |        |        |        |        |        |        |        |        |        |        |        |        |        |
| Velenje                                                                       | Velenje | Villach | Oberstdorf | Rælingen     | Rælingen  | Winterberg | Sankt Moritz  | Innsbruck | Bischofshofen | Sapporo   | Sapporo   | Sapporo | Brotterode       | Brotterode       | Lauscha   | Lauscha      | Ramsau    | Schönwald | Westby   | Westby   | Titisee-Neustadt | Planica       | Iron Mountain | Iron Mountain | Ishpeming | Chamonix   | Chamonix   | Zakopane   | Zakopane   | Vikersund     | Vikersund  | Harrachov | Harrachov | Våler  | Zaō     | Zaō           | Örnsköldsvik  | Örnsköldsvik | Hede      | punkty           | punkty   | punkty    | punkty    | punkty    | punkty | punkty | punkty    | punkty    | punkty    | punkty | punkty | punkty | punkty | punkty | punkty | punkty | punkty | punkty | punkty | punkty | punkty | punkty | punkty | punkty | punkty | punkty | punkty | punkty | punkty | punkty | punkty | punkty | punkty | punkty | punkty | punkty | punkty | punkty | punkty |        |        |        |        |        |
| q                                                                             | 45      | -       | -          | -            | -         | -          | -             | -         | -             | -         | -         | -       | -                | -                | -         | -            | -         | 38        | -        | -        | 26               | 44            | -             | -             | -         | -          | -          | -          | -          | -             | -          | -         | -         | -      | -       | -             | -             | -            | -         | 5                | 5        | 5         | 5         | 5         | 5      | 5      | 5         | 5         | 5         | 5      | 5      | 5      | 5      | 5      | 5      | 5      | 5      | 5      | 5      | 5      | 5      | 5      | 5      | 5      | 5      | 5      | 5      | 5      | 5      | 5      | 5      | 5      | 5      | 5      | 5      | 5      | 5      | 5      | 5      |        |        |        |        |        |
| Sezon 2001/2002                                                               |         |         |            |              |           |            |               |           |               |           |           |         |                  |                  |           |              |           |           |          |          |                  |               |               |               |           |            |            |            |            |               |            |           |           |        |         |               |               |              |           |                  |          |           |           |           |        |        |           |           |           |        |        |        |        |        |        |        |        |        |        |        |        |        |        |        |        |        |        |        |        |        |        |        |        |        |        |        |        |        |        |        |        |        |        |        |
| Velenje                                                                       | Velenje | Villach | Villach    | Oberstdorf   | Rælingen  | Rælingen   | Calgary       | Calgary   | Park City     | Park City | Oberhof   | Ruka    | Ruka             | Lahti            | Lahti     | Sankt Moritz | Engelberg | Innsbruck | Sapporo  | Sapporo  | Sapporo          | Bischofshofen | Bischofshofen | Ishpeming     | Ishpeming | Courchevel | Courchevel | Lauscha    | Westby     | Westby        | Braunlage  | Braunlage | Gallio    | Gallio | Planica | Iron Mountain | Iron Mountain | Schönwald    | Schönwald | Zaō              | Zaō      | Vikersund | Vikersund | Vikersund | punkty | punkty | punkty    | punkty    | punkty    | punkty | punkty | punkty | punkty | punkty | punkty | punkty | punkty | punkty | punkty | punkty | punkty | punkty | punkty | punkty | punkty | punkty | punkty | punkty | punkty | punkty | punkty | punkty | punkty | punkty | punkty | punkty | punkty | punkty | punkty | punkty | punkty | punkty | punkty | punkty |
| -                                                                             | 49      | -       | -          | -            | -         | -          | -             | -         | -             | -         | 42        | -       | -                | -                | -         | 18           | 27        | -         | -        | -        | -                | 14            | 33            | -             | -         | -          | -          | -          | -          | -             | -          | -         | 6         | 20     | 6       | -             | -             | 27           | 33        | -                | -        | -         | -         | -         | 130    | 130    | 130       | 130       | 130       | 130    | 130    | 130    | 130    | 130    | 130    | 130    | 130    | 130    | 130    | 130    | 130    | 130    | 130    | 130    | 130    | 130    | 130    | 130    | 130    | 130    | 130    | 130    | 130    | 130    | 130    | 130    | 130    | 130    | 130    | 130    | 130    | 130    | 130    | 130    |
| Sezon 2002/2003                                                               |         |         |            |              |           |            |               |           |               |           |           |         |                  |                  |           |              |           |           |          |          |                  |               |               |               |           |            |            |            |            |               |            |           |           |        |         |               |               |              |           |                  |          |           |           |           |        |        |           |           |           |        |        |        |        |        |        |        |        |        |        |        |        |        |        |        |        |        |        |        |        |        |        |        |        |        |        |        |        |        |        |        |        |        |        |        |
| Lahti                                                                         | Lahti   | Liberec | Liberec    | Sankt Moritz | Engelberg | Seefeld    | Bischofshofen | Sapporo   | Sapporo       | Sapporo   | Planica   | Planica | Titisee-Neustadt | Titisee-Neustadt | Braunlage | Braunlage    | Willingen | Zakopane  | Zakopane | Eisenerz | Eisenerz         | Westby        | Brotterode    | Brotterode    | Lauscha   | Ishpeming  | Ishpeming  | Ishpeming  | Ruhpolding | Ruhpolding    | Zaō        | Zaō       | Stryn     | Stryn  | punkty  | punkty        | punkty        | punkty       | punkty    | punkty           | punkty   | punkty    | punkty    | punkty    | punkty | punkty | punkty    | punkty    | punkty    | punkty | punkty | punkty | punkty | punkty | punkty | punkty | punkty | punkty | punkty | punkty | punkty | punkty | punkty | punkty | punkty | punkty | punkty | punkty | punkty | punkty | punkty | punkty | punkty | punkty |        |        |        |        |        |        |        |        |        |        |
| -                                                                             | -       | -       | -          | -            | -         | 4          | 12            | -         | -             | -         | 36        | 15      | -                | -                | -         | -            | -         | -         | -        | -        | -                | -             | -             | -             | -         | -          | -          | -          | -          | -             | -          | -         | -         | -      | 88      | 88            | 88            | 88           | 88        | 88               | 88       | 88        | 88        | 88        | 88     | 88     | 88        | 88        | 88        | 88     | 88     | 88     | 88     | 88     | 88     | 88     | 88     | 88     | 88     | 88     | 88     | 88     | 88     | 88     | 88     | 88     | 88     | 88     | 88     | 88     | 88     | 88     | 88     | 88     |        |        |        |        |        |        |        |        |        |        |
| Legenda                                                                       |         |         |            |              |           |            |               |           |               |           |           |         |                  |                  |           |              |           |           |          |          |                  |               |               |               |           |            |            |            |            |               |            |           |           |        |         |               |               |              |           |                  |          |           |           |           |        |        |           |           |           |        |        |        |        |        |        |        |        |        |        |        |        |        |        |        |        |        |        |        |        |        |        |        |        |        |        |        |        |        |        |        |        |        |        |        |
| 1 2 3 4-10 11-30 poniżej 30 dq – dyskwalifikacja - – zawodnik nie wystartował |         |         |            |              |           |            |               |           |               |           |           |         |                  |                  |           |              |           |           |          |          |                  |               |               |               |           |            |            |            |            |               |            |           |           |        |         |               |               |              |           |                  |          |           |           |           |        |        |           |           |           |        |        |        |        |        |        |        |        |        |        |        |        |        |        |        |        |        |        |        |        |        |        |        |        |        |        |        |        |        |        |        |        |        |        |        |

## Letni Puchar Kontynentalny

### Miejsca w klasyfikacji generalnej
| Sezon | Miejsce |
| ----- | ------- |
| 2002  | 3.      |
| 2003  | 26.     |
| 2004  | 73.     |
| 2005  | 22.     |
| 2006  | 2.      |

### Zwycięstwa w konkursach indywidualnych Letniego Pucharu Kontynentalnego chronologicznie
| Lp. | Dzień   | Rok  | Miejscowość | Skocznia     | Punkt K | HS    | Skok 1 | Skok 2 | Nota      |
| --- | ------- | ---- | ----------- | ------------ | ------- | ----- | ------ | ------ | --------- |
| 1.  | 7 lipca | 2006 | Velenje     | Grajski grič | K-85    | HS-94 | 92,0 m | 91,0 m | 254,5 pkt |

### Miejsca na podium w konkursach indywidualnych Letniego Pucharu Kontynentalnego chronologicznie
| Lp. | Dzień       | Rok  | Miejscowość | Skocznia            | Punkt K | HS     | Skok 1  | Skok 2  | Nota      | Lok. | Strata   | Zwycięzca       |
| --- | ----------- | ---- | ----------- | ------------------- | ------- | ------ | ------- | ------- | --------- | ---- | -------- | --------------- |
| 1.  | 22 września | 2002 | Calgary     | Skocznia Olimpijska | K-89    | –      | 89,0 m  | 97,0 m  | 241,5 pkt | 2.   | 8,5 pkt  | Choi Heung-chul |
| 2.  | 28 września | 2002 | Park City   | Utah Olympic Park   | K-120   | –      | 122,0 m | 127,0 m | 242,7 pkt | 3.   | 9,0 pkt  | Clint Jones     |
| 3.  | 4 lipca     | 2003 | Velenje     | Grajski grič        | K-85    | –      | 87,0 m  | 90,5 m  | 249,0 pkt | 2.   | 1,0 pkt  | Jure Radelj     |
| 4.  | 9 lipca     | 2005 | Velenje     | Grajski grič        | K-85    | HS-94  | 88,0 m  | 88,5 m  | 244,5 pkt | 3.   | 5,0 pkt  | Marcin Bachleda |
| 5.  | 10 lipca    | 2005 | Kranj       | Bauhenk             | K-100   | HS-109 | 100,5 m | 109,0 m | 249,6 pkt | 2.   | 10,0 pkt | Robert Kranjec  |
| 6.  | 7 lipca     | 2006 | Velenje     | Grajski grič        | K-85    | HS-94  | 92,0 m  | 91,0 m  | 254,5 pkt | 1.   | –        | –               |

### Miejsca w poszczególnych konkursachLetniego Pucharu Kontynentalnego
| Źródło                                                                        | Źródło  | Źródło     | Źródło     | Źródło     | Źródło     | Źródło                 | Źródło                 | Źródło      | Źródło    | Źródło    | Źródło      | Źródło      | Źródło | Źródło | Źródło | Źródło | Źródło | Źródło | Źródło | Źródło | Źródło | Źródło | Źródło | Źródło | Źródło | Źródło |
| ----------------------------------------------------------------------------- | ------- | ---------- | ---------- | ---------- | ---------- | ---------------------- | ---------------------- | ----------- | --------- | --------- | ----------- | ----------- | ------ | ------ | ------ | ------ | ------ | ------ | ------ | ------ | ------ | ------ | ------ | ------ | ------ | ------ |
| 2002                                                                          |         |            |            |            |            |                        |                        |             |           |           |             |             |        |        |        |        |        |        |        |        |        |        |        |        |        |        |
| Velenje                                                                       | Velenje | Oberstdorf | Rælingen   | Rælingen   | Falun      | Calgary                | Calgary                | Park City   | Park City | punkty    | punkty      | punkty      | punkty | punkty | punkty | punkty | punkty | punkty |        |        |        |        |        |        |        |        |
| 5                                                                             | 11      | 26         | 7          | 11         | 13         | 7                      | 2                      | 3           | 8         | 362       | 362         | 362         | 362    | 362    | 362    | 362    | 362    | 362    |        |        |        |        |        |        |        |        |
| 2003                                                                          |         |            |            |            |            |                        |                        |             |           |           |             |             |        |        |        |        |        |        |        |        |        |        |        |        |        |        |
| Velenje                                                                       | Velenje | Calgary    | Calgary    | Park City  | Park City  | Garmisch-Partenkirchen | Garmisch-Partenkirchen | Trondheim   | Trondheim | punkty    | punkty      | punkty      | punkty | punkty | punkty | punkty | punkty | punkty |        |        |        |        |        |        |        |        |
| 2                                                                             | -       | -          | -          | -          | -          | -                      | -                      | -           | -         | 80        | 80          | 80          | 80     | 80     | 80     | 80     | 80     | 80     |        |        |        |        |        |        |        |        |
| 2004                                                                          |         |            |            |            |            |                        |                        |             |           |           |             |             |        |        |        |        |        |        |        |        |        |        |        |        |        |        |
| Velenje                                                                       | Velenje | Oberstdorf | Oberstdorf | Ramsau     | Ramsau     | Lillehammer            | Lillehammer            | punkty      | punkty    | punkty    | punkty      | punkty      | punkty | punkty | punkty | punkty |        |        |        |        |        |        |        |        |        |        |
| 23                                                                            | -       | -          | -          | -          | -          | -                      | -                      | 8           | 8         | 8         | 8           | 8           | 8      | 8      | 8      | 8      |        |        |        |        |        |        |        |        |        |        |
| 2005                                                                          |         |            |            |            |            |                        |                        |             |           |           |             |             |        |        |        |        |        |        |        |        |        |        |        |        |        |        |
| Velenje                                                                       | Velenje | Kranj      | Einsiedeln | Einsiedeln | Oberstdorf | Oberstdorf             | Lillehammer            | Lillehammer | Park City | Park City | Lake Placid | Lake Placid | punkty |        |        |        |        |        |        |        |        |        |        |        |        |        |
| -                                                                             | 3       | 2          | -          | -          | -          | -                      | -                      | -           | -         | -         | -           | -           | 140    |        |        |        |        |        |        |        |        |        |        |        |        |        |
| 2006                                                                          |         |            |            |            |            |                        |                        |             |           |           |             |             |        |        |        |        |        |        |        |        |        |        |        |        |        |        |
| Velenje                                                                       | Velenje | Villach    | Villach    | Oberstdorf | Oberstdorf | Lillehammer            | Lillehammer            | punkty      | punkty    | punkty    | punkty      | punkty      | punkty | punkty | punkty | punkty |        |        |        |        |        |        |        |        |        |        |
| 1                                                                             | 4       | 10         | 4          | 18         | 8          | 4                      | 5                      | 366         | 366       | 366       | 366         | 366         | 366    | 366    | 366    | 366    |        |        |        |        |        |        |        |        |        |        |
| Legenda                                                                       |         |            |            |            |            |                        |                        |             |           |           |             |             |        |        |        |        |        |        |        |        |        |        |        |        |        |        |
| 1 2 3 4-10 11-30 poniżej 30 dq – dyskwalifikacja - – zawodnik nie wystartował |         |            |            |            |            |                        |                        |             |           |           |             |             |        |        |        |        |        |        |        |        |        |        |        |        |        |        |

## Rekordy skoczni
| Data           | Miejsce    | Skocznia            | Punkt K | HS     | Rekord  | Uwagi                                                        | Źr.   |
| -------------- | ---------- | ------------------- | ------- | ------ | ------- | ------------------------------------------------------------ | ----- |
| 19 lutego 2005 | Oberstdorf | Schattenbergschanze | K-90    | HS-100 | 101,0 m | oficjalny, konkurs mistrzostw świata                         | [ 7 ] |
| 20 lutego 2005 | Oberstdorf | Schattenbergschanze | K-90    | HS-100 | 102,0 m | nieoficjalny, seria próbna przed konkursem mistrzostw świata | [ 7 ] |

## Sprzęt narciarski
Rok Benkovič skakał na nartach marki Elan, używał wiązań firmy Win Air i butów Rass.